# Толмачёв, Василий Михайлович
Василий Михайлович Толмачёв (род. 28 августа 1957, Москва, СССР) — советский и российский филолог, доктор филологических наук (1992), профессор, заведующий кафедрой истории зарубежной литературы МГУ, лауреат премии имени И. И. Шувалова (1993).

## Биография
Родился 28 августа 1957 года в Москве в семье литературоведа Михаила Васильевича Толмачёва (род. 1935) и искусствоведа Екатерины Всеволодовны Павловой (1934—2015).
В 1979 году окончил филологический факультет МГУ. В 1982 году защитил кандидатскую диссертацию по теме «Проблема художественного времени в американской литературе 20-х—30-х годов XX в. Фицджеральд, Т. Вулф», а в 1992 году защитил докторскую диссертацию по теме «Американский роман 1920-х гг.: проблема метода». За свою докторскую диссертацию был удостоен Шуваловской премии 2-й степени в 1993 году. В 1994—1996 годах являлся заместителем декана филологического факультета МГУ. С 2011 года является заведующим кафедрой истории зарубежной литературы МГУ.
В. М. Толмачёв также читает курсы: «Литературная рефлексия, критика, литературоведение стран зарубежья в XIX в.», «История зарубежной литературы конца XIX — начала XX в.», «Зарубежная литература XX в.», «Американская литература XX в.», «Американское литературное сознание: 1900—1940», «Роман США между двумя мировыми войнами».

## Семья
Василий Толмачёв женат на Светлане Александровне, урождённой Николюкиной, дочери литературоведов А. Н. Николюкина и С. А. Коваленко. Их дети: Мария, выпускница факультета журналистики МГУ и Ольга, выпускница МАРХИ.

## Основные работы
- «Литература и война. Век XX» (соавт., 2013)
- «Элиот Т. С. Бесплодная земля» (соавт., 2014)
- «Литература и идеология. Век XX» (соавт., 2016)
- «Разрыв и связь времён. Проблемы изучения литературы рубежа XIX—XX вв.» (соавт., 2017)
- «Литература и революция. Век XX» (соавт., 2018)
- «Густав Климт и Эгон Шиле в Москве и Вене» (соавт., 2018)
- «Философско-эстетические константы литературы США в динамике художественных направлений» (соавт., 2019)
- «Литература и искусство. Век XX» (соавт., 2020)